# Herbert Schulze (Musikwissenschaftler)
Herbert Schulze (* 4. September 1923 in Bad Schmiedeberg; † 6. Juni 1975 in Leipzig) war ein deutscher Musikwissenschaftler. Schulze war ein ausgewiesener Schumann-Fachmann und Cheflektor verschiedener Leipziger Musik-Verlage.

## Leben
Schulze studierte von 1947 bis 1949 Geisteswissenschaften in Leipzig und anschließend bis 1953 Musikwissenschaften an der Humboldt-Universität zu Berlin. Während seiner darauf folgenden Aspirantur war er 1955/1956 als wissenschaftlicher Sekretär und Schriftleiter der Sammelbände des Deutschen Schuhmann-Komitees in Zwickau tätig. Zudem war er Redakteur der Programmhefte der dortigen Schuhmann-Feste in den Jahren 1956 und 1960. Ab 1958 war er langjähriger Cheflektor des VEB Deutscher Verlag für Musik, des VEB Breitkopf & Härtel Verlags und des VEB Friedrich Hofmeister Verlags in Leipzig. 1969 erhielt Schulze den Robert-Schumann-Preis der Stadt Zwickau.